# Сен-Полуаз
«Сен-Полуаз» (фр. Saint-Pauloise) — реюньонский футбольный клуб из Сен-Поль. Выступает в чемпионате Реюньона. Домашней ареной клуба является стадион Поля Жюлиуса Бенара, вместимостью 13 тысяч зрителей. Клубный цвет — белый.

## История
Футбольный клуб «Сен-Полуаз» основан в 2000 году благодаря слиянию команд «Олимпик» (Сен-Поль) и «Сен-Полуаз», учреждённом в 1920 году.
Дважды клуб становился чемпионом Реюньона в 2011 и 2014 годах. Кубок Реюньона «Сен-Полуаз» выигрывал дважды и дважды играл в финале. Также в активе клуба есть две победы на региональном турнире, позволяющем выступить в Кубке Франции. Дебют «Сен-Полуаза» в рамках Кубка Франции состоялся в 2010 году, где реюньонский клуб уступил в первом матче «Ланьону» (0:1). В 2012 году клуб выбыл после матча с «Дюнкерком».
На всеафриканском уровне клуб выступал один раз в рамках Кубка Конфедерации КАФ 2007 года. В предварительном раунде реюньонцы обыграли сейшельскому «Сен-Мишель Юнайтед», а затем уступили «Грин Баффалоз» из Замбии. Клуб дважды доходил до финала Кубка чемпионов Индийского океана 2012 и 2015 годах, где в финале уступил КНаПС Спорт из Мадагаскара.
В составе команды выступали игроки, имеющие опыт выступления за национальные сборные: Файдин Дарусси (Коморы), Йоанн Лангле (Мавритания), Паулин Воави (Мадагаскар), Эшли Назира (Маврикий).
В 2010 году футболисты команды попробовали свои силы в пляжном футболе и дошли до финала первого официального чемпионата Франции, уступив в решающем матче «Марселю» (2:7).

## Достижения
- Чемпион Реюньона: 2011, 2014
- Победитель Кубка Реюньона: 2006, 2001

## Последние результаты
| Сезон   | Див. | Место | Кубок Реюньона | Кубок Франции |      | Сезон | Див. | Место      | Кубок Реюньона | Кубок Франции |
| ------- | ---- | ----- | -------------- | ------------- | ---- | ----- | ---- | ---------- | -------------- | ------------- |
| 2010    | I    | 5     | 1/4 финала     | Победитель    | 2018 | I     | 10   |            | 1/4 финала     |               |
| 2011    | I    | 1     | Победитель     | 1/2 финала    | 2019 | I     | 9    | 1/2 финала | 1/8 финала     |               |
| 2012    | I    | 7     | 1/4 финала     | Победитель    | 2020 | I     | 14   |            | 1/8 финала     |               |
| 2013    | I    | 2     | 1/4 финала     | 1/8 финала    | 2021 | I     | 5    | 1/4 финала |                |               |
| 2014    | I    | 1     | Финалист       | 1/2 финала    | 2022 | I     | 8    | 1/4 финала | 1/4 финала     |               |
| 2015    | I    | 6     | 1/2 финала     | 1/2 финала    | 2023 | I     | 7    | Финалист   |                |               |
| 2016/17 | I    | 9     |                |               | 2024 | I     |      |            |                |               |
| 2017    | I    | 11    |                |               | 2025 | I     |      |            |                |               |

## Континентальный турнир
| Сезон | Турнир                 | Этап   | Соперник           | Дома | Гости | Общий |
| ----- | ---------------------- | ------ | ------------------ | ---- | ----- | ----- |
| 2007  | Кубок Конфедерации КАФ | предв. | Сен-Мишель Юнайтед | 1-0  | 1-2   | 2-2   |
| 2007  | Кубок Конфедерации КАФ | первый | Грин Баффалоз      | 0-0  | 0-2   | 0-2   |